# Confederação Brasileira de Lutas Vale-Tudo
A Confederação Brasileira de Lutas Vale-Tudo (CBVT) é a entidade que regula os campeonatos brasileiros em modalidades como vale-tudo, MMA, luta livre, free style, shoot wrestling, entre outros. Foi criada em 3 de maio de 1997. 
O atual presidente é o ex-lutador Sérgio Batarelli.